# 糙点栝楼
糙点栝楼（学名：Trichosanthes dunniana）为葫芦科栝楼属下的一个种。該物種分佈於中國四川、贵州、云南和广西海拔920-1900米的山谷密林中。